# Dee Scarr
Dee Scarr is een Amerikaans klimaatactiviste, mariene natuuronderzoeker, auteur en duiker die woont en werkt op Bonaire.

## Biografie
Scarr behaalde een bachelor- en masterdiploma in Engels en Rhetoric and Public Address aan de Universiteit van Florida en gaf les in Engels, spreken in het openbaar (public speaking) en debatteren op de middelbare school. 
In 1974 werd ze duikinstructeur in Florida en begon haar duikcarrière op het eiland San Salvador. Scarr arriveerde in 1980 op Bonaire, begon te werken in het Bonaire National Marine Park en in 1982 creëerde ze het duikprogramma Touch the Sea, waarin speciale milieuzorg voor het gebied wordt besteed. In 1985 trouwde ze met David Batalsky. Tussen 1988 en 1991 bonden Scarr en haar collega's meer dan 600 sponzen terug op palen onder Bonaire's Old Pier in het Touch the Sea's Sponge Reattachment Project. Halverwege de jaren 1990 onderzocht ze het havengebied van Bonaire, verwijderde ze afval, stelde misbruikte gebieden vast en informeerde het Bonaire Marine Park om misbruikers op te leiden. De eerste grote erkenning van het werk van Scarr was in 1991, toen ze de tweede ontvanger was van de PADI-SeaSpace Environmental Awareness Award, na Jacques-Yves Cousteau.
Scarr werd in 2000 opgenomen in de Women Divers Hall of Fame en registreerde meer dan 7000 duiken. Nadat ze zich realiseerde dat duikopleidingsbureaus hun cursisten geen kritische informatie over het levend koraal verstrekten, richtte ze in 2005 Action in Behalf of Coral op. Ze ontving in 2007 de Boston Sea Rovers Diver of the Year Award, de Beneath the Sea Diver of the Year Award for Environment en de Underwater Club of Boston's Paul Revere Spike. In 2008, tijdens het 49e jaarlijkse NOGI Awards Gala, ontving ze de Academy of Underwater Arts and Sciences (AUAS) NOGI Award for Distinguished Service, een van de oudste en meest prestigieuze onderscheidingen in de duikindustrie.
Scarr heeft drie boeken geschreven: Touch the Sea, over interacties met zeedieren, The Gentle Sea, over onderzeese wezens die duikers waarschijnlijk tegenkomen en een kinderboek, Coral's Reef. Al meer dan een decennium schrijft Scarr maandelijkse artikelen over zeedieren en hun gedrag voor het tijdschrift Dive Training en ze schrijft voor The Bonaire Reporter over zeedieren. Ze was de fotograaf voor de originele Guide to the Bonaire Marine Park en heeft bijgedragen aan de tweede editie van de gids.